# Столові гори (національний парк)
Національний парк Столові гори — один з 23 національних парків Польщі, створений 16 вересня 1993 року. Розташований у нижньосілезькому воєводстві.

## Розташування
Парк розташований у Центральних Судетах на північному заході землі Клодзько, на польсько-чеському кордоні. Столовими Горами називається розташована на території Польщі південно — західна частина розлеглої плити піщаника, що заповнює Центрально-Судетську котловину, між Карконоше і Бистшіцькими та Орлицькими горами. Його чеський фрагмент називається Брумовська верховина і також знаходиться під захистом. Найдальша на північний захід частина на польській стороні називається Заворув.

## Історія
Національний парк Столові гори був створений постановою Ради Міністрів від 16 вересня 1993 р. перетворючи ландшафтний парк «Столовгурський». Він охоплює площу близько 63 км² їхнього верхнього плато з найвищими пагорбами — Щелінець Велькі (919 м н.в.) та Скальняк (915 м н.в.). Межі парку включають також південно-західну частину Столових гір, побудовану з магматичних скель — гранодіорітів (Круча Копа). Поза межами її кордону є невелика, найнижча, південно-східна частина Столових гір та два анклави, що охоплюють область Карлов та шахту пісковика Радкув. Буферна зона парку включає популярні курорти : Поляниця-Здруй, Душники-Здруй, Левін-Клодзький та Кудова-Здруй.

## Ландшафт та геологічна будова

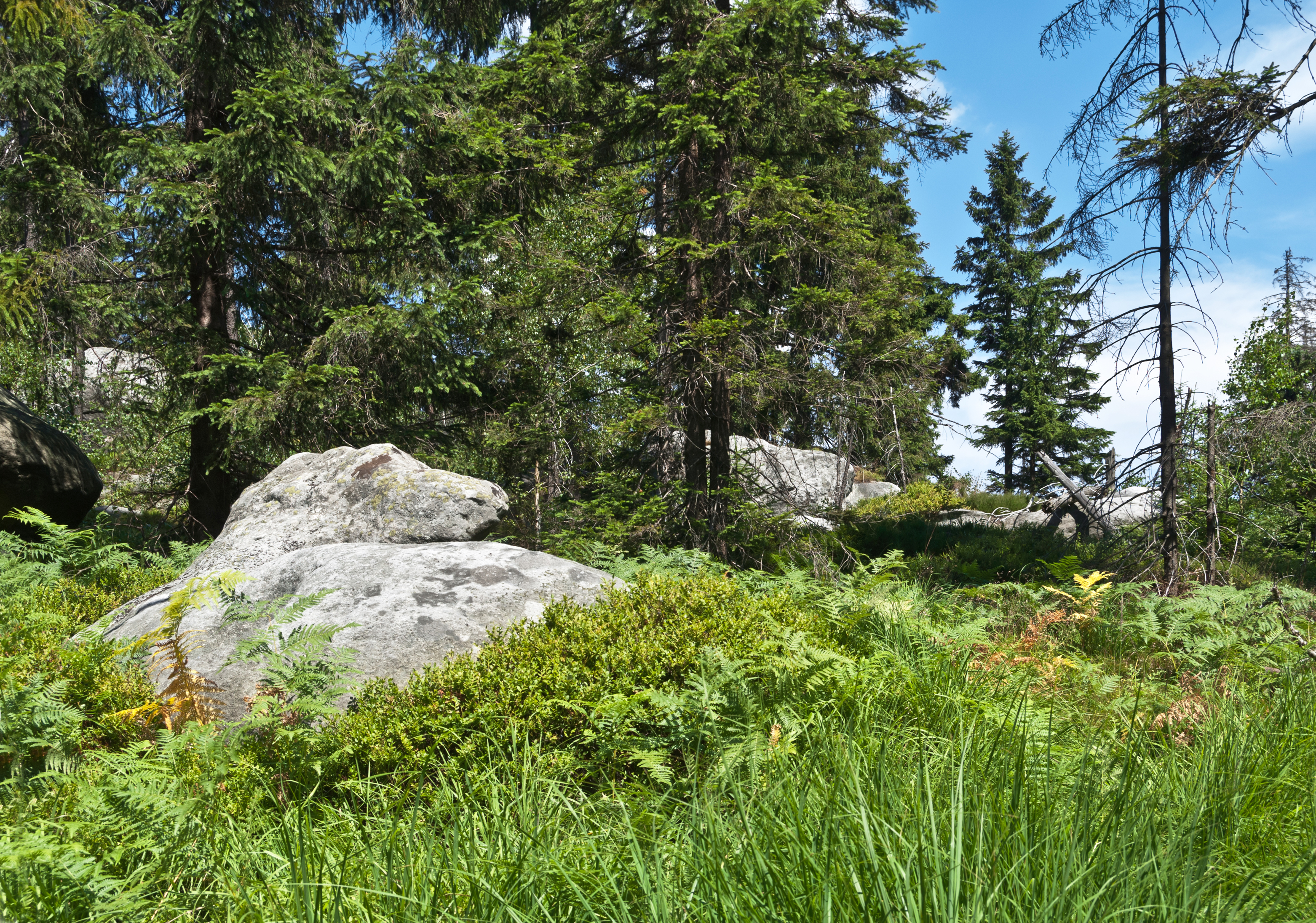
Типовий ландшафт Столових гір

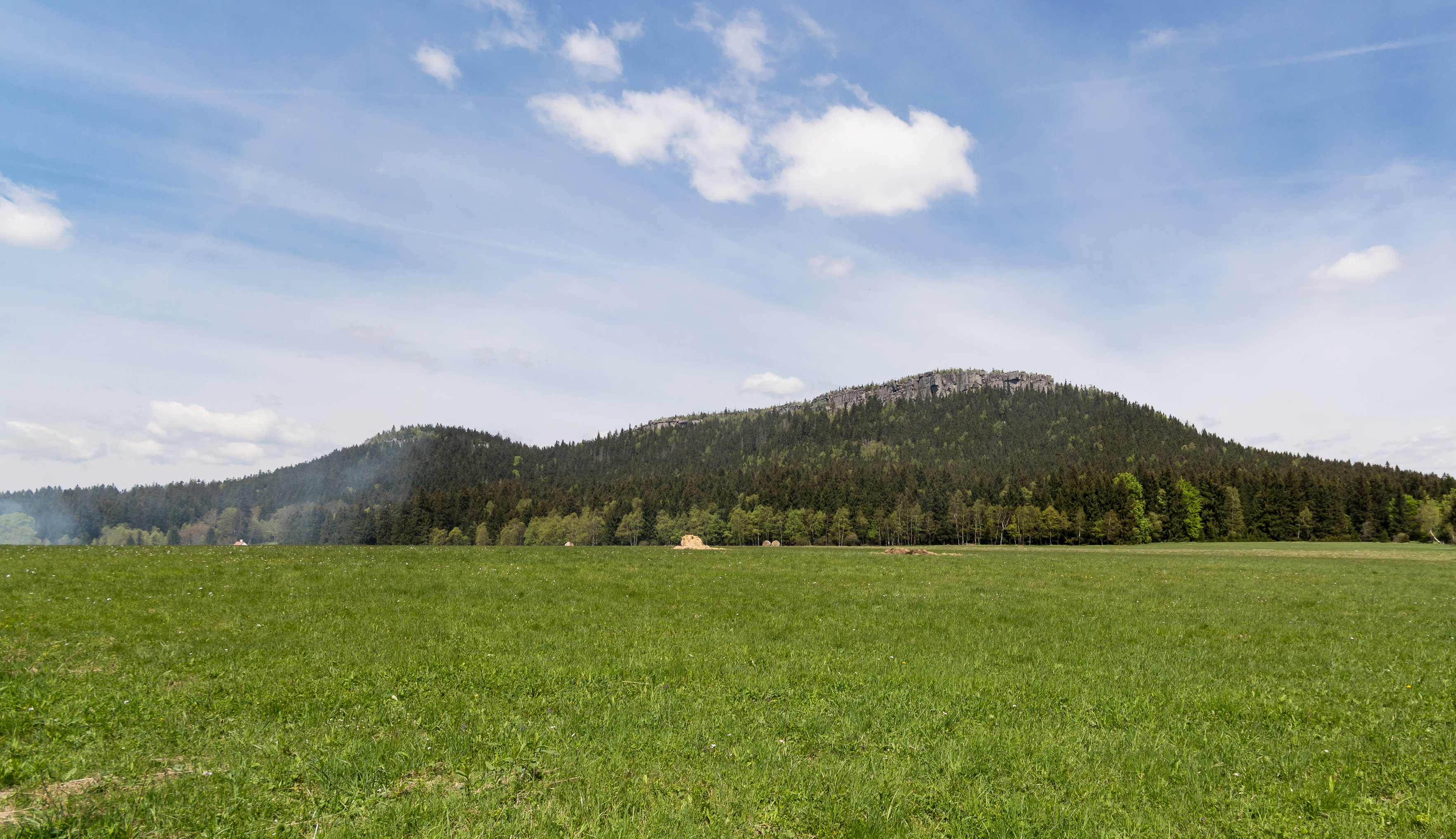
Щелінєць Великий

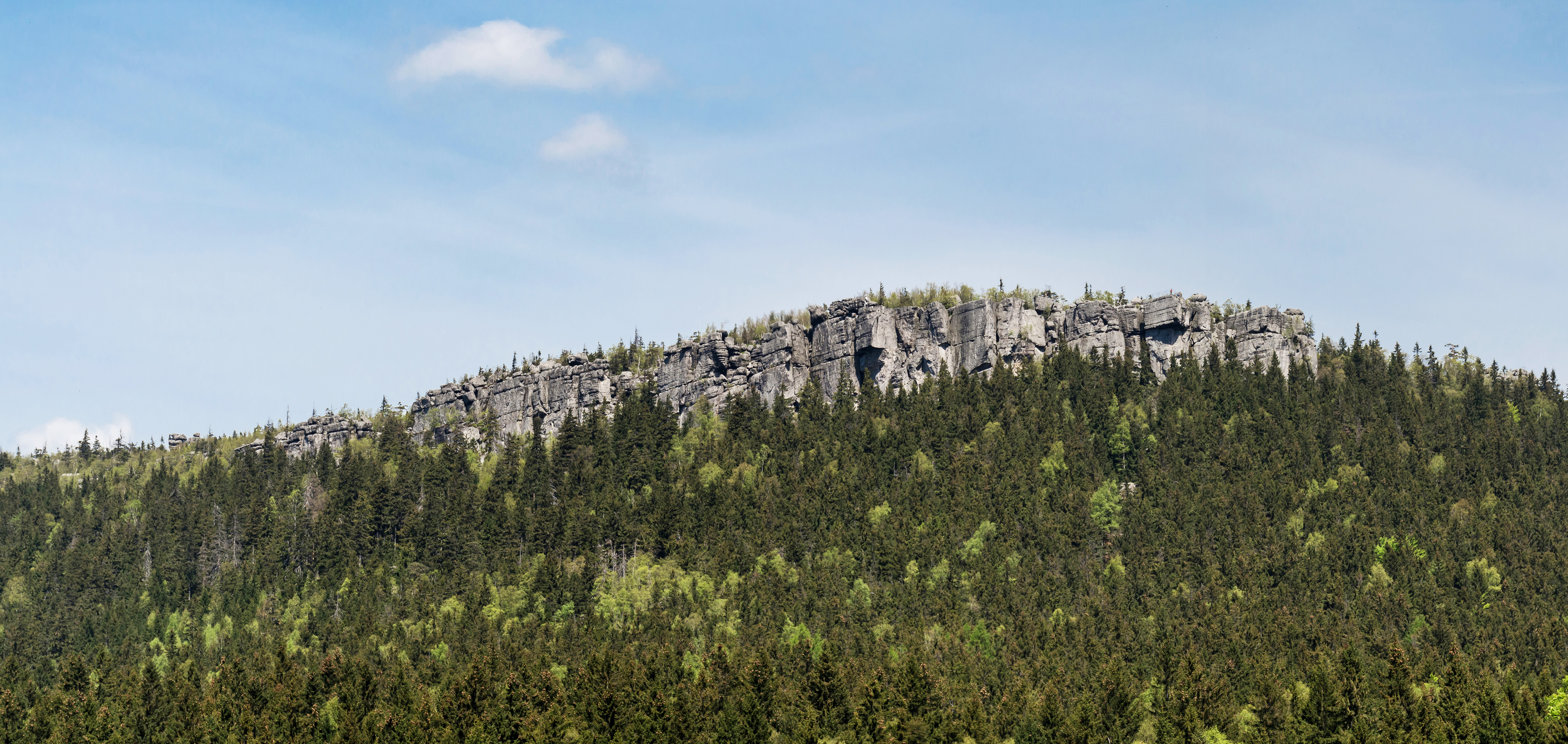
Щелінєць Великий — вершина

Назва Столових гір відображає їх ландшафт, характерними елементами якого є величезні площини рівнин та плоскі стіни скельних бастіонів, що піднімаються над ними крутими стінами. Унікальний рельєф, збагачений великим скупченням різних форм ерозії пісковиків у вигляді глибоких щілин, лабіринтів та скельних блоків або окремих скель незвичайної форми, робить Столові гори унікальними у масштабі Польщі. Цей рельєф є відображенням геологічної будови пластини, пов'язаної з осадовим походженням гірських порід, що їх утворюють.
У пізню крейдову еру, тобто близько 100 мільйонів років тому, область сьогоднішніх гір була фрагментом великого моря. Річки, що стікали із сусідніх наземних районів, наносили відходи, що осідали на його дні. В результаті було утворено три рівні пісковика: нижній, середній та верхній, утворений із крупнозернистих опадів, розділених дрібнозернистими мергелями. Ці пісковики лежать майже горизонтально, а через численні вертикальні тріщини їх називають тесаними. Скелі з мергелю в південно-західній частині гір зливаються в один комплекс значної товщини. Сучасний вигляд гір після того, як море поступилося місцем, формувався десятками мільйонів років ерозії осадової плити та запруджуючих рухів під час альпійського орогенезу.

## Фауна
Олень, вепр, сарна, лисиця звичайна, вивірка (чорний і червоний морфи) та дрібні гризуни поширені у широких компактних лісових комплексах Національного парку Столових гір. Складно побачити — в основному через нічний спосіб життя — тих, хто належить до куниць: європейський борсук, куниця, тхір, ласка та горностай. З комахоїдних ссавців їжак звичайний, а рідкісна бурозубка мала та альпійська бурозубка, характерна для гірських районів. У характерному для Столичних гір середовищі тріщин та щілин пісковикових скель живуть кажани. Цінним елементом фауни ссавців є дрібні нічні білкоподібні тварини, що мешкають в основному у фрагментах листяних та змішаних лісів: ліскулька, дуже рідкісна соня та лісова соня. На польсько-чеському кордоні є муфлон — вид гірських овець, завезених з Корсики та кліматизований у Судетах.